# Fu (Lyrik)
Fu (chinesisch 賦, Pinyin fù – „Ode“) sind Gedichte, die in China zur Zeit der Han-Dynastie entstanden sind. Sie werden „Prosagedichte“, „Poetische Beschreibungen“ oder „Rhapsodien“ genannt.
Die Herkunft der Fu ist unklar, man leitet sie von den Rhetorikschulen der damaligen politischen Ratgeber, den Rätseln des Philosophen Xunzi, die als Fu bezeichnet wurden und den Chuci ab. Das Versmaß der Fu leitet sich von den Chuci her, aus denen der sogenannte Sao-Stil (騷, sāo) der Fu stammt: Die Verse sind in drei und zwei Silben unterteilt, zwischen denen ein Bindeglied ér 而 eine Zäsur formt; der erste Vers schließt jeweils mit der Ausrufpartikel xī 兮 ab. Im Vergleich zu den Liedern der Chuci haben die Fu jedoch eine ungewöhnlich lange Form, die daraus erklärt wird, dass ein Säkularisierungsprozess der religiösen Elemente der Chuci-Dichtung stattgefunden hatte. Statt um Schamanen und Göttinnen geht es bei den frühen Fu um eine Epiphanie des Herrschers und die Lobpreisung seiner Taten.
Die Fu sind in Reimen geschrieben, ein Vers kann aus drei bis sieben (manchmal auch mehr) Zeichen bestehen und oft ist ein Vorwort in Prosa vorangestellt, manchmal auch ein Epilog in Versform. Neben den Endreimen fallen auch häufige Alliterationen und Assonanzen auf.
Inhaltlich sind die Fu dadurch geprägt, dass sie lange Kataloge von Pflanzen, Tieren, Personen und Ereignissen enthalten, die als eine Art Wortmagie gedeutet werden. Gleichermaßen wird die ständige Wiederholung und Variation von Lautmalerei, Synonymen, Parallelismen, Hyperbeln und Antithesen als eine Art von Beschwörungsformeln gedeutet, die dem weltlichen Herrscher die Aura des Heiligen verleihen sollen. Die Übertragung der in den Chuci noch dem Schamanen vorbehaltenen magischen Reise auf den als Übermenschen (chinesisch 大人, Pinyin dàrén) titulierten Herrscher deutet ebenfalls auf diesen Sachverhalt hin und einige Fu wurden sogar zu magischen Zwecken verwendet, etwa um Krankheiten zu heilen oder Geister zu vertreiben.
Auch beliebte Motive der Fu deuten auf einen quasireligiösen Charakter dieser Dichtungen hin: Die kaiserlichen Opfer an Himmel und Erde zur Erlangung von Harmonie und Fruchtbarkeit, die Hauptstadt als Zentrum kaiserlicher Macht und die Jagd (auch zur Beschaffung von Opfertieren) im kaiserlichen Park, der als mikrokosmisches Abbild des Makrokosmos galt.
Trotz des stark ausgeprägten Elementes der Epiphanie des Herrschers sind auch viele Fu überliefert, die einen pädagogischen Anklang dem Herrscher gegenüber haben und den Prunk und die Verschwendung der kaiserlichen Höfe ablehnen. Fu wurden häufig von kaiserlichen Beamten, die als Hofpoeten angestellt waren, am Hofe gedichtet und vorgetragen. Berühmte Fu-Dichter waren zum Beispiel Sima Xiangru, Jia Yi und Yang Xiong.
Später begann die Literatenschicht auch Fu über andere Themen zu schreiben, die private Themen und die eigenen Gefühle ausdrückten. Das „Fu über die Eule“ von Jia Yi, das in der Melancholie-Tradition des Lisao (siehe Chuci) steht, drückt zum Beispiel die persönlichen Gefühle in der Verbannung und angesichts des bevorstehenden Todes aus. Andere Themen von persönlichem Charakter sind zum Beispiel Kummer und Sorgen beim Anblick der Hauptstadt, ungestillte Leidenschaften und die Begegnung mit einer Göttin, wie sie schon in der schamanistischen Tradition der Chuci beschrieben wird.
Die Fu sind zwar die wichtigste Lyrikgattung der Han-Zeit, jedoch galt bis zur Tang-Zeit das Fu weiterhin als Ausdruck kunstvoller und gelehrter Dichtung und die Dichter griffen immer wieder diese Form auf und beschrieben in den Fu zum Beispiel Paläste, Städte, Parks oder Gegenstände wie die Zither oder die Flöte und Gefühle wie Kummer, Einsamkeit und Trennung.
Die meisten der Fu sind nicht überliefert worden.
Siehe auch: Yuefu